# Andrena tenuiformis
Andrena tenuiformis là một loài Hymenoptera trong họ Andrenidae. Loài này được Pittioni mô tả khoa học năm 1950.